# Heringsdorf (Schleswig-Holstein)
Heringsdorf è un comune di 1 135 abitanti dello Schleswig-Holstein, in Germania.
Appartiene al circondario dell'Holstein Orientale (targa OH) ed è parte della comunità amministrativa (Amt) di Oldenburg-Land.